# 황대인
황대인(黃大仁, 1996년 2월 10일 ~ )은 KBO 리그 KIA 타이거즈의 내야수이다.

## 아마추어 시절
고등학교 때 BIC 0.412상을 수상하며 스카우트들의 시선을 끌었지만 주루와 수비가 약점으로 지목돼 1차 지명에서 밀렸고 KIA 타이거즈에 2차 1라운드로 지명됐다.

## KIA 타이거즈시절
2015년에 입단하였다. 공격에서는 좋은 모습을 보여줬으나 수비에서 불안한 모습을 보였다.
2015년 7월 26일 롯데전에 출전하며 데뷔 첫 경기를 치렀고, 경기에서 3타수 1안타를 기록했다.
2015년 시즌에는 퓨처스 올스타전에서 감투상을 받았다.
2016년 시즌 후 상무 야구단에 지원해 합격했다.

## 상무 야구단시절
2017년에 입단하였다.

## KIA 타이거즈복귀
2018년에 복귀하였다.

## 등번호
- '10' (2015년, 2019년)
- '5' (2016년, 2020년)
- '4' (2018년)
- '52' (2021년 ~ 현재)

## 출신 학교
- 군산신풍초등학교
- 자양중학교
- 경기고등학교

## 통산 기록
| 연도 | 팀명  | 타율  | 경기 | 타수 | 득점 | 안타 | 2루타 | 3루타 | 홈런 | 루타 | 타점 | 도루 | 도루 실패 | 볼넷 | 사사구 | 삼진 | 병살타 | 실책 |
| ---- | ----- | ----- | ---- | ---- | ---- | ---- | ----- | ----- | ---- | ---- | ---- | ---- | --------- | ---- | ------ | ---- | ------ | ---- |
| 2015 | KIA   | 0.273 | 22   | 44   | 3    | 12   | 2     | 0     | 2    | 20   | 7    | 0    | 0         | 0    | 0      | 18   | 3      | 0    |
| 2016 | KIA   | 0.429 | 4    | 7    | 1    | 3    | 2     | 0     | 1    | 8    | 3    | 0    | 0         | 0    | 0      | 3    | 0      | 0    |
| 2019 | KIA   | 0.200 | 12   | 25   | 0    | 5    | 2     | 0     | 0    | 7    | 0    | 0    | 0         | 1    | 2      | 8    | 0      | 0    |
| 2020 | KIA   | 0.276 | 63   | 116  | 14   | 32   | 4     | 0     | 4    | 32   | 16   | 0    | 0         | 21   | 0      | 29   | 5      | 4    |
| 2021 | KIA   | 0.238 | 86   | 282  | 30   | 67   | 10    | 1     | 13   | 118  | 45   | 0    | 0         | 18   | 2      | 62   | 8      | 3    |
| 2022 | KIA   | 0.256 | 129  | 476  | 40   | 122  | 27    | 0     | 14   | 191  | 91   | 0    | 0         | 36   | 7      | 92   | 20     | 7    |
| 2023 | KIA   | 0.213 | 60   | 174  | 19   | 37   | 4     | 0     | 5    | 56   | 26   | 0    | 0         | 18   | 4      | 50   | 6      | 3    |
| 2024 | KIA   | 0.286 | 3    | 7    | 1    | 2    | 1     | 0     | 0    | 3    | 3    | 0    | 0         | 0    | 0      | 1    | 0      | 0    |
| 통산 | 8시즌 | 0.248 | 379  | 1131 | 108  | 280  | 52    | 1     | 39   | 451  | 191  | 0    | 0         | 94   | 15     | 263  | 42     | 17   |

## 가족관계
- 배우자 : 김현지 (2023년 12월 16일 ~ 현재)